# Otto Müller (Politiker, 1893)
Otto Müller (* 16. Dezember 1893 in Bullenwinkel, Kreis Kolberg-Körlin; † 3. November 1955) war ein deutscher Politiker (SPD).

## Leben
Müller wurde in dem heute wüst liegenden Ort Bullenwinkel in Pommern geboren. Er besuchte die Mittelschule und studierte zwei Semester an der Verwaltungshochschule in Berlin. Beim Kreis Kolberg-Körlin absolvierte er von 1909 bis 1912 eine Lehre in der Verwaltung. Ab 1912 und während des Ersten Weltkriegs leistete Müller seinen Wehrdienst ab. 1920 wurde er Verwaltungsbeamter. 1922 trat er der SPD bei. Als Verwaltungsbeamter war er bis 1938 beim Reichsversorgungsamt in Stettin und Berlin tätig. Bei der Wehrmacht wurde er während des Zweiten Weltkriegs von 1939 bis 1945 als Beamter in der Funktion eines Stabsintendanten eingesetzt.
Nach dem Zweiten Weltkrieg lebte er in Schleswig-Holstein und arbeitete ab 1947 als Freier Handelsvertreter. 1947 wurde er in den Rat der Stadt Itzehoe gewählt und amtierte als stellvertretender Bürgervorsteher. In Itzehoe wurde er im selben Jahr Distriktsvorsitzender der SPD. 1951 wurde er in den Kreistag des Kreises Steinburg gewählt.
1954 wurde er in den Landtag Schleswig-Holsteins gewählt, er errang das Direktmandat im Wahlkreis Steinburg-Ost. Er war Mitglied des Ausschusses für Heimatvertriebene und des Ausschusses für Volkswohlfahrt, außerdem Mitglied des Landeswahlausschusses.
Müller starb während der Legislaturperiode am 3. November 1955. Für ihn kam als Nachrücker Hermann Schwieger in den Landtag.
Müller lebte in Itzehoe, war verheiratet und hatte zwei Kinder.